# Movses Silikyan
Movses Silikyan (1862 – 1937) è stato un generale armeno, eroe nazionale armeno della prima guerra mondiale.
Maggior generale dell'Armata Rossa, fu catturato ed impiccato per presunto complotto durante una purga staliniana nel 1937.